# Santa Cruz de la Palma (ort)
För kommunen, se Santa Cruz de la Palma (kommun)
Santa Cruz de la Palma är huvudstaden på ön La Palma, den nordvästligaste av Kanarieöarna. Antalet invånare är 17 084. Staden ligger på östra sidan av la Palma och har öns huvudhamn. Flygplatsen ligger strax söder om staden. La Palmas största stad är dock Los Llanos de Aridane, som ligger på västra sidan av ön.
Administrativt är Santa Cruz centralort i kommunen Santa Cruz de la Palma, i provinsen Provincia de Santa Cruz de Tenerife, i regionen Kanarieöarna, i Spanien.

## Galleri

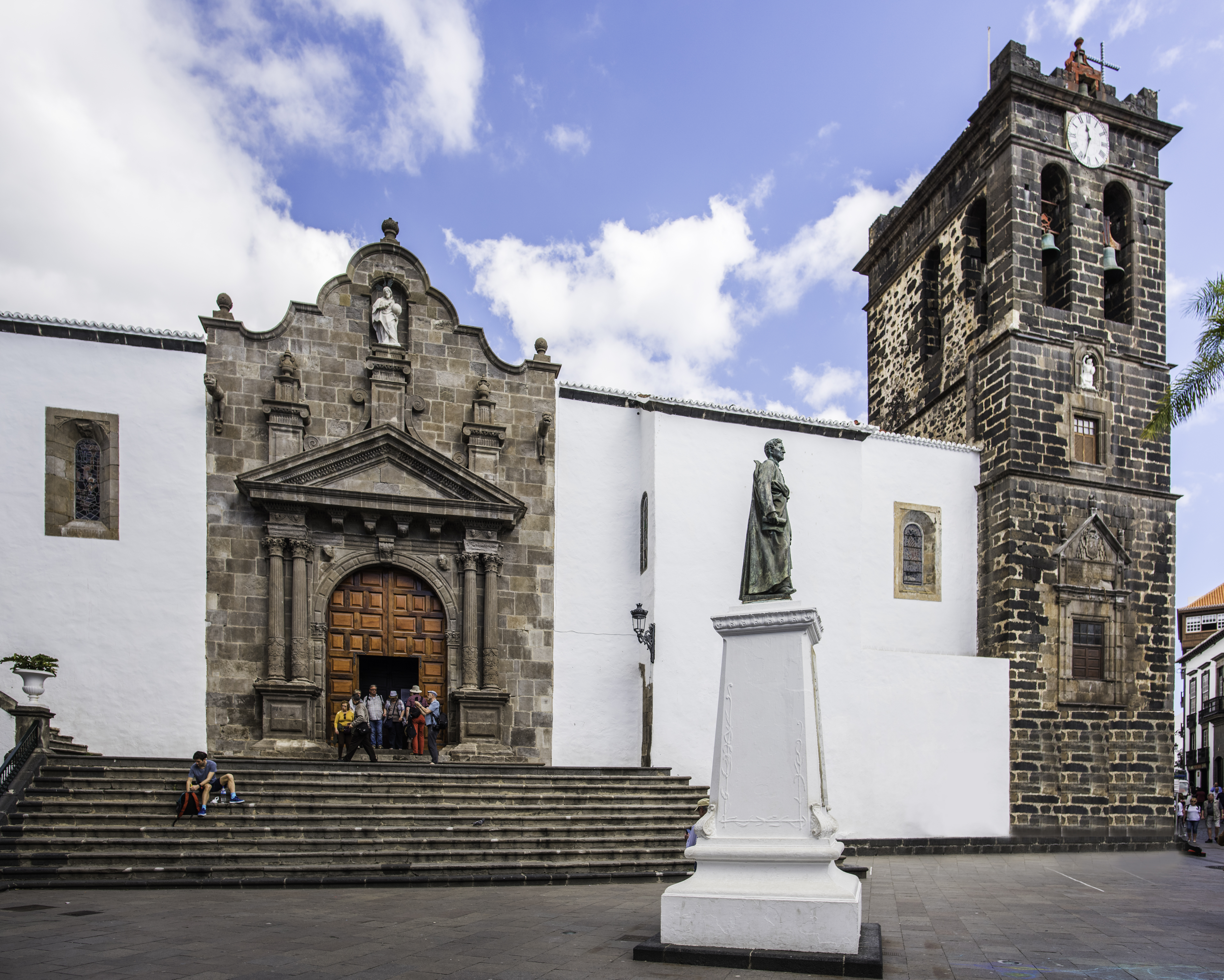
Santo Domingo kyrka, Santa Cruz de La Palma 2017.
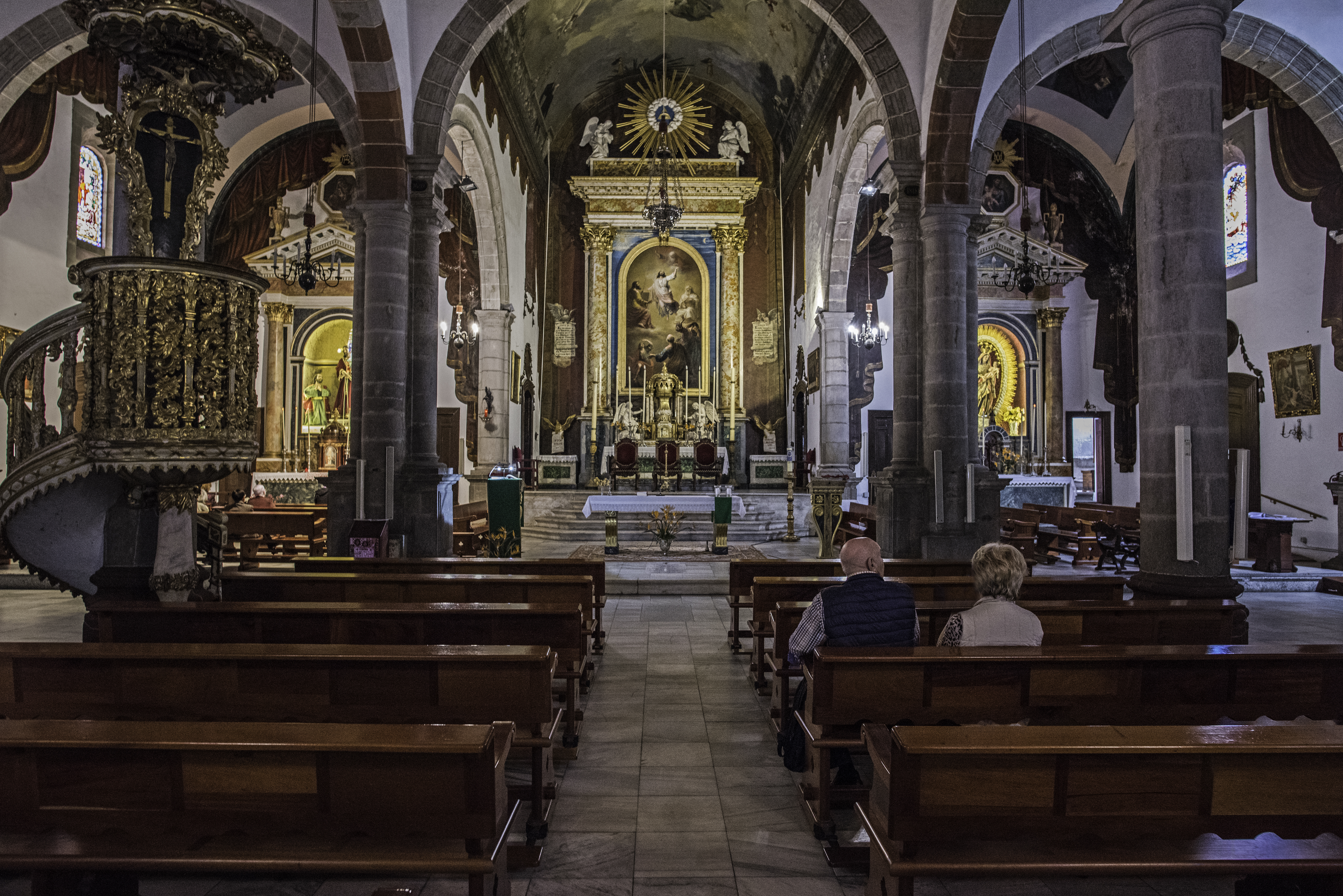
Santo Domingo kyrka, Santa Cruz de La Palma 2017.
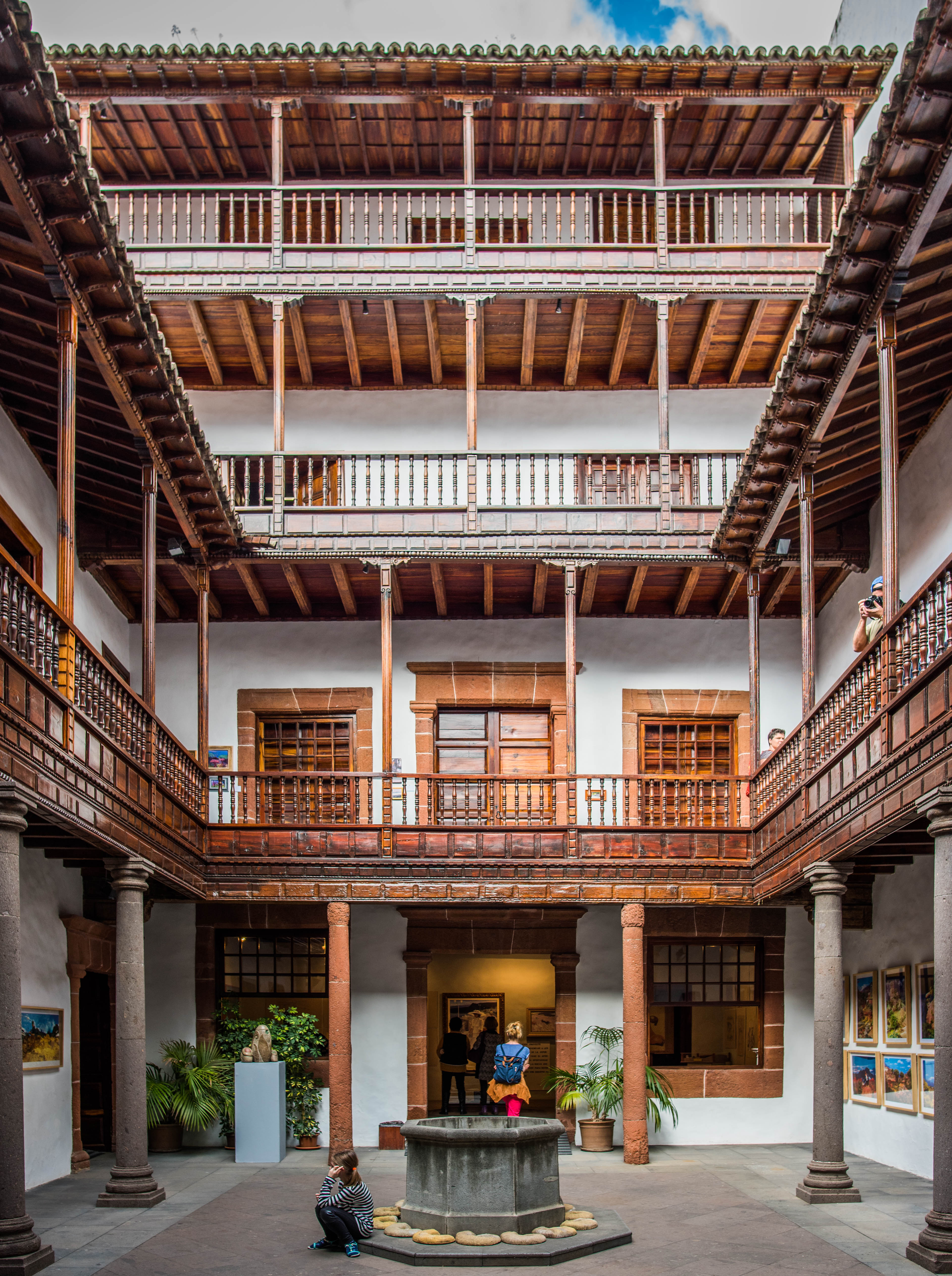
Traditionell Santa Cruz arkitektur.
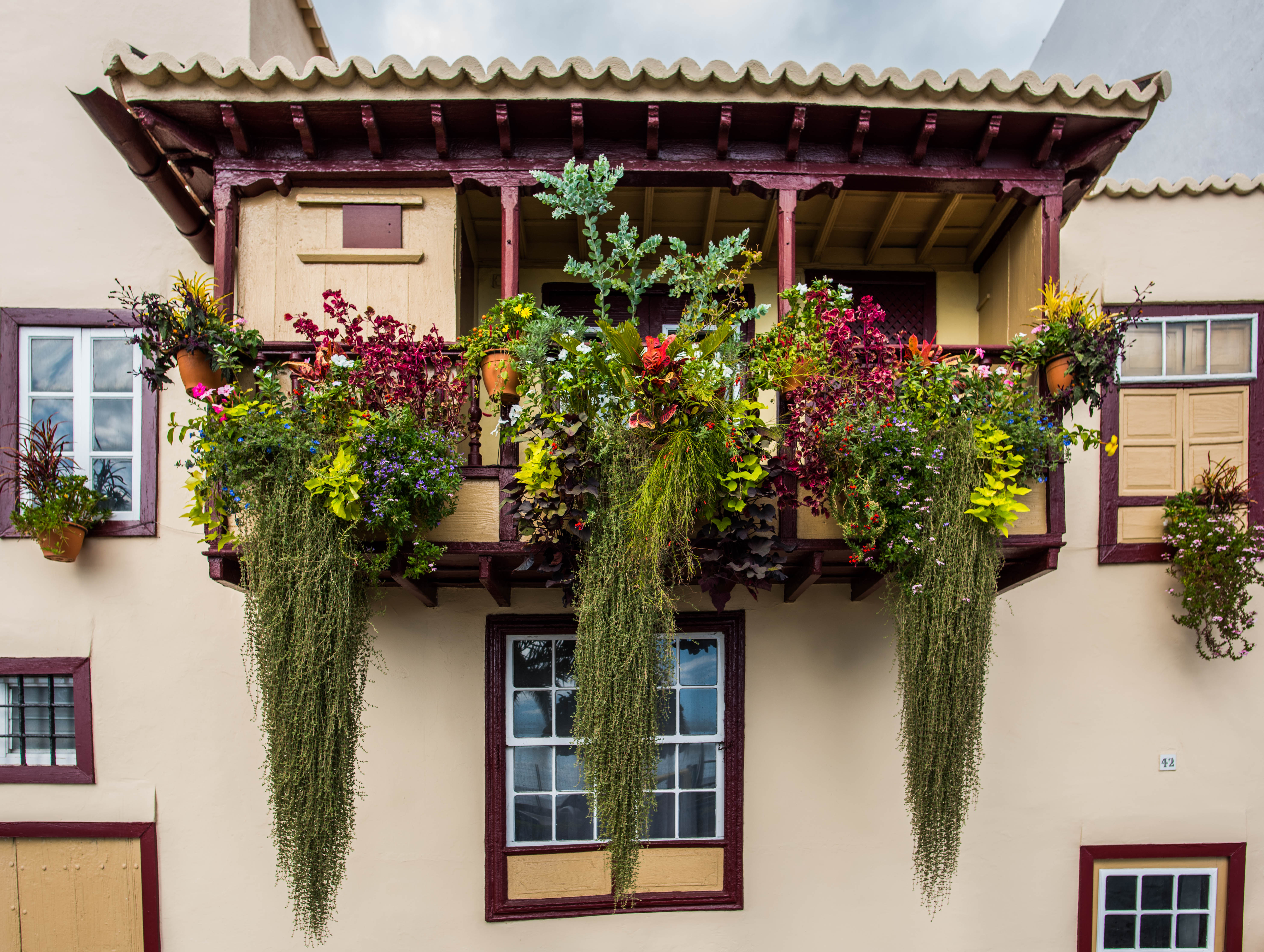
Traditionell Santa Cruz hemexteriör.
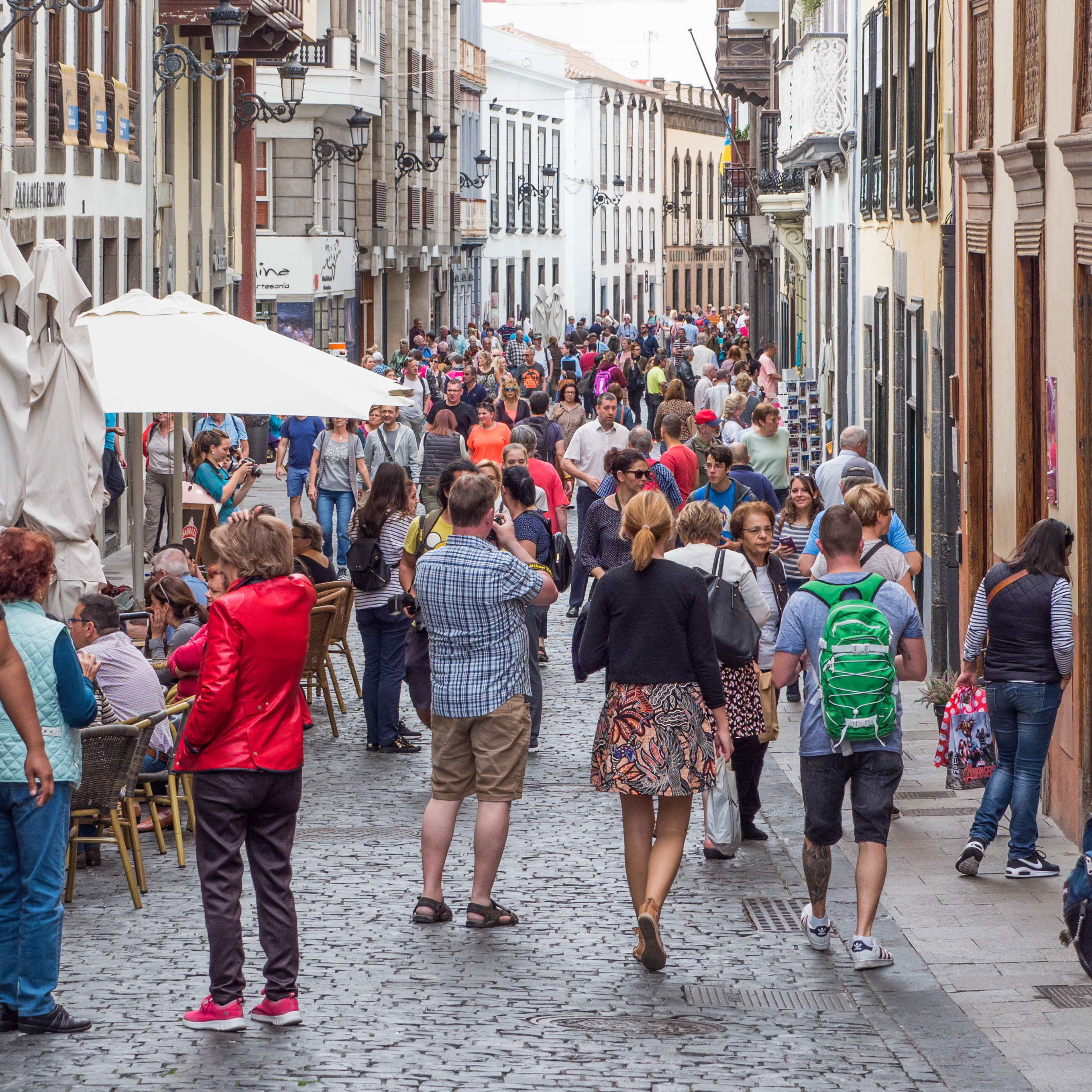
Santa Cruz gatuscen 2017.

- Wikimedia Commons har media som rör Santa Cruz de la Palma.